# تویوهیکو ساتو
تویوهیکو ساتو (انگلیسی: Toyohiko Satoh؛ زادهٔ ۱ ژانویهٔ ۱۹۴۳) آهنگساز اهل ژاپن است.